# Bäckasjö
Bäckasjö är en sjö i Herrljunga kommun i Västergötland och ingår i Göta älvs huvudavrinningsområde.